# Phosphaenopterus metzneri
Phosphaenopterus metzneri is een keversoort uit de familie glimwormen (Lampyridae). De wetenschappelijke naam van de soort werd voor het eerst geldig gepubliceerd in 1870 door Schaufuss.